# Masalia rubristria
Masalia rubristria là một loài bướm đêm trong họ Noctuidae.